# Xian de Guangnan
Le xian de Guangnan (广南县 ; pinyin : Guǎngnán Xiàn) est un district administratif de la province du Yunnan en Chine. Il est placé sous la juridiction de la préfecture autonome zhuang et miao de Wenshan.

## Démographie
La population du district était de 715 600 habitants en 1999.